# Bishoftu (ville)
Pour les articles homonymes, voir Bishoftu et Debre Zeit (Benishangul-Gumuz).
 (août 2016).
Si vous disposez d'ouvrages ou d'articles de référence ou si vous connaissez des sites web de qualité traitant du thème abordé ici, merci de compléter l'article en donnant les références utiles à sa vérifiabilité et en les liant à la section « Notes et références ».
Bishoftu (ቢሾፍቱ), également connue sous son nom amharique de Debre Zeyit (ደብረ ዘይት), est une ville et un woreda de la région d'Oromia, en Éthiopie.
Aujourd'hui, la ville est considérée comme la capitale vétérinaire de l'Éthiopie. En 1963, on y créa l'Institut vétérinaire national dont l'essentiel de l'activité était la production de vaccins.

## Géographie
Bishoftu est située à 39 km au sud-est d'Addis-Abeba.

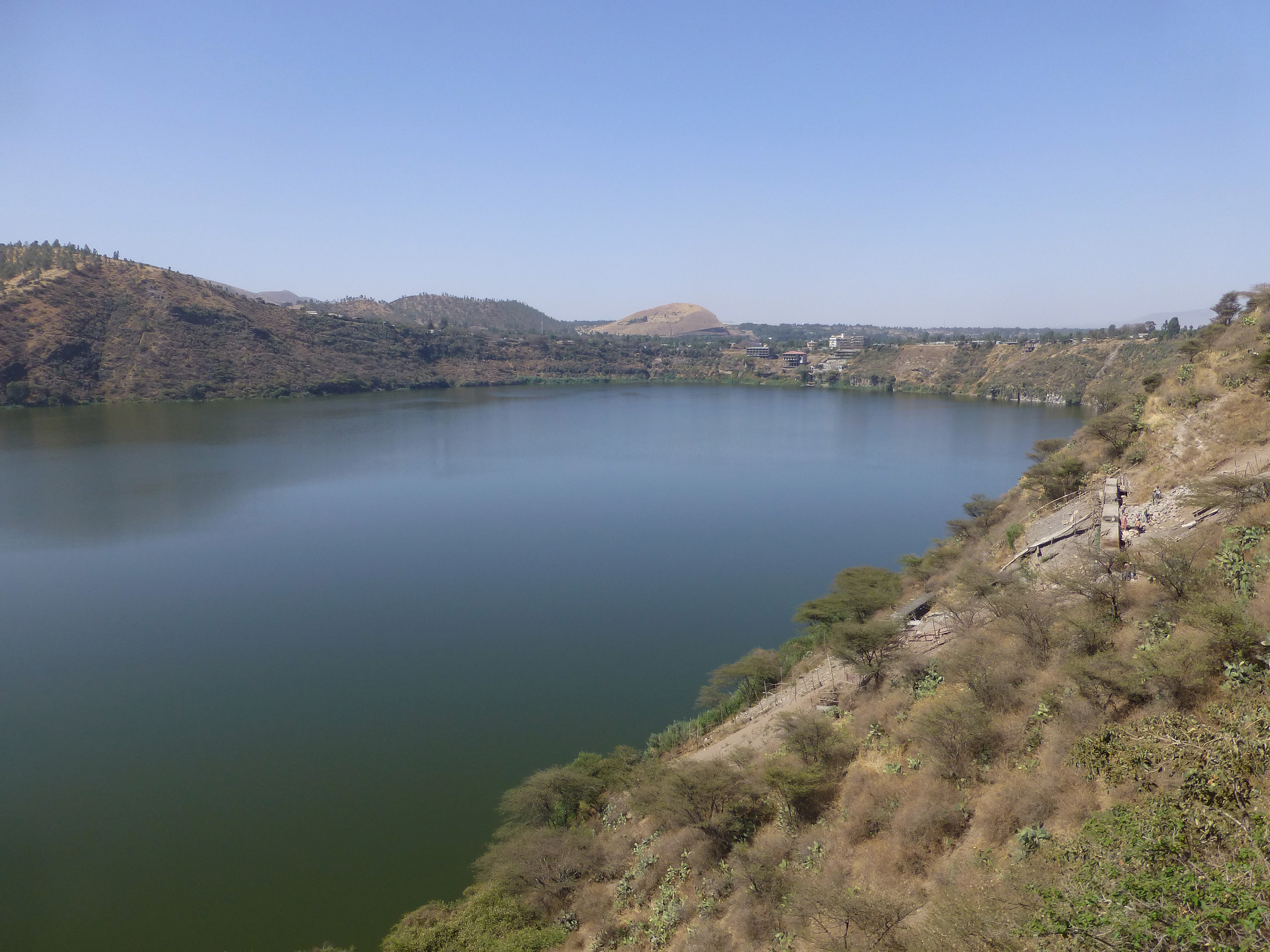
Le lac de cratère Bishoftu

Des violentes éruptions volcaniques ont façonné durant le quaternaire le volcan Bishoftu situé non loin, ainsi que le cône volcanique du mont Zuqualla au sud-ouest, et à l'est le mont Yerer. Les lacs sont donc nombreux dans les environs, dont certains dans les cratères de volcans.
À 1 900 m d'altitude, la ville connaît un climat plutôt doux, avec deux saisons pluvieuses (mars à avril et juin à septembre) et peu de variations de température : avril et mai sont les mois les plus chauds (environ 22 °C) et novembre et décembre sont les plus froids (autour de 16 °C).

## Histoire
Le village de Bishoftu prend de l'importance en devenant une gare du chemin de fer franco-éthiopien en 1913. La ville est alors rebaptisée Debre Zeyit (« Huiles saintes » en amharique).
En 1945, un officier suédois, Carl Gustav von Rosen, y créée une école de formation de l'Armée de l'air, qui deviendra un aéroport militaire.
La ville reprend officiellement son nom de Bishoftu en 1990. Elle a 99 928 habitants au recensement de 2007.

## Transports
Depuis 2014, la ville est reliée à Addis-Abeba par autoroute.
Bishoftu abrite un important aéroport militaire.